# Regionalliga 2020-21
La Regionalliga 2020-21 fue la décima tercera temporada de la Regionalliga, la novena bajo el nuevo formato, y pertenece al cuarto nivel del fútbol alemán.

## Formato
Se decidió un nuevo formato de promoción en 2019. A partir de esta temporada, la Regionalliga Südwest y West reciben un lugar de promoción fijo. Un tercer puesto de promoción rota entre las otras tres divisiones, y los dos campeones restantes participan en play-offs para un cuarto puesto en el ascenso. La DFB ha determinado que la Regionalliga Nordost reciba el tercer lugar de promoción directa esta temporada.
Debido a la expansión de todas las ligas durante la pandemia de COVID-19, las reglas de descenso se definieron por cada asociación dependiendo de la situación sanitaria.

## Regionalliga Nord
Los 22 equipos de los estados de Bremen, Hamburgo, Baja Sajonia y Schleswig-Holstein compiteiron en la novena temporada de la reformada Regionalliga Nord. Hildesheim y Atlas Delmenhorst fueron promovidos desde la Oberliga Niedersachsen 2019-20, Teutonia Ottensen fue promocionado desde Oberliga Hamburgo 2019-20, FC Oberneuland fue promovido de la Bremen-Liga 2019-20 y el Phönix Lübeck fue promovido de la Schleswig-Holstein-Liga 2019-20.
Debido a la expansión de la liga durante la pandemia COVID-19, la liga se dividió en un inicio en dos grupos regionales, con los diez mejores equipos calificados para una ronda de campeonato y los otros doce equipos calificando para una ronda de descenso. El 25 de junio de 2020, en un día extraordinario de asociación, el sistema de juego se confirmó en modo grupal para evitar que 42 días de juego deban ser completados. La composición de los grupos, que también debe tener en cuenta los aspectos regionales se conoció semanas después, en cada grupo hubo 11 equipos, al grupo de campeonato avanzaban los cinco primeros equipos de cada grupo (22 fechas), los otros seis equipos avanzaban al grupo de descenso. En los grupos de campeonato y descenso se eliminaban los puntos de la primera fase de los clubes que no estuvieron en el mismo grupo, también se jugaría una sola vuelta para la segunda fase (9 y 11 fechas), el primero del grupo de campeonato avanzaba al play-off de ascenso.
Los equipos también se dividieron según los criterios regionales a pedido de los clubes. El grupo norte consta de los equipos de Schleswig-Holstein (5) y Hamburgo (4), así como los dos clubes más al norte de Baja Sajonia (SV Drochtersen/Assel y Luneburgo SK Hansa). El grupo sur, sin embargo, consiste en los clubes restantes en Baja Sajonia (9) y los dos equipos de Bremen.
El 8 de abril de 2021, los clubes votaron para cancelar la temporada debido a la pandemia de COVID-19 en Alemania y declarar al tercer mejor equipo en la tabla de promedios, TSV Havelse, participante en los play-offs de promoción, ya que Weiche Flensburgo y Werder Bremen II no solicitaron una licencia de 3. Liga. No se supone que ningún equipo sea ascendido o relegado de la Regionalliga. El directorio de la Federación Alemana de Fútbol del Norte confirmó el abandono el 20 de abril de 2021. Ningún equipo descendió ni ascendió de la Oberliga. TSV Havelse participó en los play-offs de ascenso.

### Grupo Norte
| Pos. | Equipo                | Pts. | PJ | G | E | P | GF | GC | Dif. |
| ---- | --------------------- | ---- | -- | - | - | - | -- | -- | ---- |
| 1    | Weiche Flensburgo     | 24   | 9  | 8 | 0 | 1 | 18 | 6  | +12  |
| 2    | Teutonia Ottensen     | 16   | 10 | 5 | 1 | 4 | 17 | 13 | +4   |
| 3    | Eintracht Norderstedt | 16   | 9  | 5 | 1 | 3 | 14 | 11 | +3   |
| 4    | San Pauli II          | 16   | 10 | 5 | 1 | 4 | 15 | 15 | 0    |
| 5    | Hamburgo II           | 15   | 10 | 4 | 3 | 3 | 19 | 12 | +7   |
| 6    | Drochtersen/Assel     | 15   | 9  | 5 | 0 | 4 | 14 | 8  | +6   |
| 7    | Phönix Lübeck         | 15   | 9  | 5 | 0 | 4 | 11 | 11 | 0    |
| 8    | LSK Hansa             | 12   | 9  | 3 | 3 | 3 | 10 | 11 | −1   |
| 9    | Holstein Kiel II      | 9    | 10 | 3 | 0 | 7 | 10 | 19 | −9   |
| 10   | Heider                | 4    | 8  | 1 | 1 | 6 | 4  | 19 | −15  |
| 11   | Altona 93             | 3    | 7  | 1 | 0 | 6 | 5  | 12 | −7   |

 Fuente: Soccerway.com
Criterios de clasificación: 1) Puntos; 2) Diferencia de goles; 3) Goles marcados

### Resultados
| Local \ Visitante     | WEI | DRO | NOR | KIE | LUN | PAU | HAM | ALT | HEI | PHO | TEU |
| --------------------- | --- | --- | --- | --- | --- | --- | --- | --- | --- | --- | --- |
| Weiche Flensburgo     | —   | 1–0 | 3–1 | 3–1 | —   | —   | 1–2 | —   | —   | —   | —   |
| Drochtersen/Assel     | —   | —   | —   | —   | 2–0 | —   | —   | —   | 3–0 | 3–0 | 1–2 |
| Eintracht Norderstedt | —   | 0–1 | —   | 3–0 | —   | —   | 3–2 | 1–0 | —   | —   | —   |
| Holstein Kiel II      | —   | 3–1 | —   | —   | 0–3 | 1–0 | 1–3 | —   | 2–1 | —   | 0–1 |
| LSK Hansa             | 1–2 | —   | 1–1 | —   | —   | 3–1 | —   | 1–0 | —   | —   | —   |
| San Pauli II          | 0–4 | 2–1 | 3–0 | —   | —   | —   | 1–1 | —   | 3–1 | 0–3 | —   |
| Hamburgo II           | —   | 0–2 | —   | —   | 1–1 | —   | —   | —   | 7–0 | —   | 2–2 |
| Altona 93             | —   | —   | —   | 2–1 | —   | 1–2 | 0–1 | —   | —   | 1–2 | 1–4 |
| Heider                | 0–1 | —   | —   | —   | 0–0 | —   | —   | —   | —   | 0–3 | 2–0 |
| Phönix Lübeck         | 0–1 | —   | 0–3 | 2–1 | —   | —   | 1–0 | —   | —   | —   | —   |
| Teutonia Ottensen     | 1–2 | —   | 1–2 | —   | 4–0 | 0–3 | —   | —   | —   | 2–0 | —   |

### Grupo Sur
| Pos. | Equipo              | Pts. | PJ | G | E | P | GF | GC | Dif. |
| ---- | ------------------- | ---- | -- | - | - | - | -- | -- | ---- |
| 1    | Havelse             | 20   | 9  | 6 | 2 | 1 | 22 | 6  | +16  |
| 2    | Werder Bremen II    | 20   | 8  | 6 | 2 | 0 | 15 | 5  | +10  |
| 3    | Schwarz-Weiß Rehden | 17   | 9  | 5 | 2 | 2 | 17 | 10 | +7   |
| 4    | Oldemburgo          | 14   | 8  | 4 | 2 | 2 | 12 | 8  | +4   |
| 5    | Hannover 96 II      | 13   | 9  | 4 | 1 | 4 | 14 | 16 | −2   |
| 6    | Jeddeloh            | 12   | 8  | 3 | 3 | 2 | 13 | 13 | 0    |
| 7    | Oberneuland         | 12   | 10 | 4 | 0 | 6 | 9  | 15 | −6   |
| 8    | Hildesheim          | 11   | 9  | 3 | 2 | 4 | 9  | 15 | −6   |
| 9    | Wolfsburgo II       | 9    | 9  | 3 | 0 | 6 | 12 | 15 | −3   |
| 10   | Hannoverscher       | 6    | 10 | 2 | 0 | 8 | 14 | 24 | −10  |
| 11   | Atlas Delmenhorst   | 2    | 7  | 0 | 2 | 5 | 5  | 15 | −10  |

 Fuente: Soccerway.com
Criterios de clasificación: 1) Puntos; 2) Diferencia de goles; 3) Goles marcados

### Resultados
| Local \ Visitante   | WOL | WER | REH | OLD | HAV | HAN | JED | HNV | HIL | ATL | OBE |
| ------------------- | --- | --- | --- | --- | --- | --- | --- | --- | --- | --- | --- |
| Wolfsburgo II       | —   | 1–2 | 1–3 | 1–0 | —   | 1–2 | —   | 3–2 | —   | —   | —   |
| Werder Bremen II    | —   | —   | —   | —   | —   | —   | 2–2 | —   | 2–0 | 0–0 | 4–1 |
| Schwarz-Weiß Rehden | —   | 0–1 | —   | —   | 2–1 | 2–2 | —   | —   | 2–0 | —   | 3–0 |
| Oldemburgo          | —   | 1–3 | 3–1 | —   | —   | 4–1 | 1–1 | 1–0 | —   | —   | —   |
| Havelse             | 3–1 | —   | —   | 1–1 | —   | 2–0 | 3–0 | 3–0 | —   | —   | —   |
| Hannover 96 II      | —   | —   | —   | —   | —   | —   | 1–2 | —   | 0–1 | 2–1 | 3–2 |
| Jeddeloh            | 2–1 | —   | —   | —   | —   | —   | —   | —   | 1–1 | —   | 0–1 |
| Hannoverscher       | —   | 0–1 | 1–3 | —   | —   | 1–3 | 3–5 | —   | —   | —   | 1–3 |
| Hildesheim          | 0–3 | —   | —   | —   | 1–1 | —   | —   | 2–4 | —   | 3–2 | —   |
| Atlas Delmenhorst   | —   | —   | 1–1 | —   | 1–6 | —   | —   | 0–2 | —   | —   | —   |
| Oberneuland         | 1–0 | —   | —   | 0–1 | 0–2 | —   | —   | —   | 0–1 | 1–0 | —   |

### Tabla de cocientes
| Pos  | Equipo                | Prom. | Pts | PJ | G | E | P | GF | GC | Dif |
| ---- | --------------------- | ----- | --- | -- | - | - | - | -- | -- | --- |
| 1.°  | Weiche Flensburgo     | 2.667 | 24  | 9  | 8 | 0 | 1 | 18 | 6  | +12 |
| 2.°  | Werder Bremen II      | 2.500 | 20  | 8  | 6 | 2 | 0 | 15 | 5  | +10 |
| 3.°  | Havelse               | 2.222 | 20  | 9  | 6 | 2 | 1 | 22 | 6  | +16 |
| 4.°  | Schwarz-Weiß Rehden   | 1.889 | 17  | 9  | 5 | 2 | 2 | 17 | 10 | +7  |
| 5.°  | Eintracht Norderstedt | 1.778 | 16  | 9  | 5 | 1 | 3 | 14 | 11 | +3  |
| 6.°  | Oldemburgo            | 1.750 | 14  | 8  | 4 | 2 | 2 | 12 | 8  | +4  |
| 7.°  | Drochtersen/Assel     | 1.667 | 15  | 9  | 5 | 0 | 4 | 14 | 8  | +6  |
| 8.°  | Phönix Lübeck         | 1.667 | 15  | 9  | 5 | 0 | 4 | 11 | 11 | 0   |
| 9.°  | Teutonia Ottensen     | 1.600 | 16  | 10 | 5 | 1 | 4 | 17 | 13 | +4  |
| 10.° | San Pauli II          | 1.600 | 16  | 10 | 5 | 1 | 4 | 15 | 15 | 0   |
| 11.° | Hamburgo II           | 1.500 | 15  | 10 | 4 | 3 | 3 | 19 | 12 | +7  |
| 12.° | Jeddeloh              | 1.500 | 12  | 8  | 3 | 3 | 2 | 13 | 13 | 0   |
| 13.° | Hannover 96 II        | 1.444 | 13  | 9  | 4 | 1 | 4 | 14 | 16 | −2  |
| 14.° | LSK Hansa             | 1.333 | 12  | 9  | 3 | 3 | 3 | 10 | 11 | −1  |
| 15.° | Hildesheim            | 1.222 | 11  | 9  | 3 | 2 | 4 | 9  | 15 | −6  |
| 16.° | Oberneuland           | 1.200 | 12  | 10 | 4 | 0 | 6 | 9  | 15 | −6  |
| 17.° | Wolfsburgo II         | 1.000 | 9   | 9  | 3 | 0 | 6 | 12 | 15 | −3  |
| 18.° | Holstein Kiel II      | 0.900 | 9   | 10 | 3 | 0 | 7 | 10 | 19 | −9  |
| 19.° | Hannoverscher         | 0.600 | 6   | 10 | 2 | 0 | 8 | 14 | 24 | −10 |
| 20.° | Heider                | 0.500 | 4   | 8  | 1 | 1 | 6 | 4  | 19 | −15 |
| 21.° | Altona 93             | 0.429 | 3   | 7  | 1 | 0 | 6 | 5  | 12 | −7  |
| 22.° | Atlas Delmenhorst     | 0.286 | 2   | 7  | 0 | 2 | 5 | 5  | 15 | −10 |

     – Accede a los play-offs de ascenso.
     – Disuelto.

## Regionalliga Nordost
Los 20 equipos de los estados de Berlín, Brandeburgo, Mecklemburgo-Pomerania Occidental, Sajonia, Sajonia-Anhalt y Turingia compitieron en la novena temporada de la reformada Regionalliga Nordost. Chemnitzer FC y Carl Zeiss Jena fueron relegados de la 3. Liga 2019-20. Tennis Borussia Berlin fue promovido desde la NOFV-Oberliga Nord 2019-20 y FSV Luckenwalde fue promocionado desde la NOFV-Oberliga Süd 2019-20.
El 2 de noviembre de 2020, la asociación anunció el cese de las operaciones hasta nuevo aviso. El 24 de marzo de 2021, los representantes de todos los participantes y la asociación acordaron finalizar la temporada, que fue confirmada en una reunión del directorio el 16 de abril de 2021, al igual que el ascenso para la 3. Liga de la temporada 2021-22 del campeón FC Viktoria 1889 Berlín por cociente.

### Clasificación
| Pos. | Equipo                 | Pts. | PJ | G  | E | P | GF | GC | Dif. |
| ---- | ---------------------- | ---- | -- | -- | - | - | -- | -- | ---- |
| 1    | Viktoria Berlín        | 33   | 11 | 11 | 0 | 0 | 26 | 9  | +17  |
| 2    | Altglienicke           | 25   | 11 | 8  | 1 | 2 | 29 | 14 | +15  |
| 3    | Chemie Leipzig         | 24   | 13 | 7  | 3 | 3 | 25 | 12 | +13  |
| 4    | Carl Zeiss Jena        | 21   | 12 | 6  | 3 | 3 | 24 | 16 | +8   |
| 5    | Berlín AK 07           | 20   | 12 | 6  | 2 | 4 | 25 | 21 | +4   |
| 6    | Lokomotive Leipzig     | 19   | 12 | 5  | 4 | 3 | 20 | 17 | +3   |
| 7    | Dinamo de Berlín       | 18   | 11 | 5  | 3 | 3 | 26 | 17 | +9   |
| 8    | Energie Cottbus        | 18   | 13 | 5  | 3 | 5 | 18 | 19 | −1   |
| 9    | Chemnitzer             | 17   | 13 | 5  | 2 | 6 | 20 | 17 | +3   |
| 10   | Babelsberg             | 17   | 13 | 4  | 5 | 4 | 18 | 20 | −2   |
| 11   | Unión Fürstenwalde     | 16   | 11 | 5  | 1 | 5 | 22 | 20 | +2   |
| 12   | Lichtenberg            | 16   | 13 | 4  | 4 | 5 | 15 | 20 | −5   |
| 13   | Luckenwalde            | 15   | 13 | 4  | 3 | 6 | 14 | 22 | −8   |
| 14   | Hertha Berlín II       | 14   | 11 | 3  | 5 | 3 | 12 | 15 | −3   |
| 15   | Germania Halberstadt   | 11   | 13 | 2  | 5 | 6 | 12 | 18 | −6   |
| 16   | Auerbach               | 11   | 12 | 3  | 2 | 7 | 18 | 26 | −8   |
| 17   | Meuselwitz             | 11   | 13 | 2  | 5 | 6 | 14 | 22 | −8   |
| 18   | Optik Rathenow         | 11   | 13 | 2  | 5 | 6 | 15 | 25 | −10  |
| 19   | Tennis Borussia Berlín | 9    | 10 | 2  | 3 | 5 | 15 | 20 | −5   |
| 20   | Bischofswerdaer        | 7    | 12 | 2  | 1 | 9 | 12 | 30 | −18  |

 Fuente: Soccerway.com
Criterios de clasificación: 1) Puntos; 2) Diferencia de goles; 3) Goles marcados

### Tabla de cocientes
| Pos  | Equipo                 | Prom. | Pts | PJ | G  | E | P | GF | GC | Dif |
| ---- | ---------------------- | ----- | --- | -- | -- | - | - | -- | -- | --- |
| 1.°  | Viktoria Berlín (C)    | 3.000 | 33  | 11 | 11 | 0 | 0 | 26 | 9  | +17 |
| 2.°  | Altglienicke           | 2.273 | 25  | 11 | 8  | 1 | 2 | 29 | 14 | +15 |
| 3.°  | Chemie Leipzig         | 1.846 | 24  | 13 | 7  | 3 | 3 | 25 | 12 | +13 |
| 4.°  | Carl Zeiss Jena        | 1.750 | 21  | 12 | 6  | 3 | 3 | 24 | 16 | +8  |
| 5.°  | BAK 07                 | 1.667 | 20  | 12 | 6  | 2 | 4 | 25 | 21 | +4  |
| 6.°  | Dinamo de Berlín       | 1.636 | 18  | 11 | 5  | 3 | 3 | 26 | 17 | +9  |
| 7.°  | Lokomotive Leipzig     | 1.583 | 19  | 12 | 5  | 4 | 3 | 20 | 17 | +3  |
| 8.°  | Union Fürstenwalde     | 1.455 | 16  | 11 | 5  | 1 | 5 | 22 | 20 | +2  |
| 9.°  | Energie Cottbus        | 1.385 | 18  | 13 | 5  | 3 | 5 | 18 | 19 | −1  |
| 10.° | Chemnitzer             | 1.308 | 17  | 13 | 5  | 2 | 6 | 20 | 17 | +3  |
| 11.° | Babelsberg             | 1.308 | 17  | 13 | 4  | 5 | 4 | 18 | 20 | −2  |
| 12.° | Hertha Berlín II       | 1.273 | 14  | 11 | 3  | 5 | 3 | 12 | 15 | −3  |
| 13.° | Lichtenberg            | 1.231 | 16  | 13 | 4  | 4 | 5 | 15 | 20 | −5  |
| 14.° | Luckenwalde            | 1.154 | 15  | 13 | 4  | 3 | 6 | 14 | 22 | −8  |
| 15.° | Auerbach               | 0.917 | 11  | 12 | 3  | 2 | 7 | 18 | 26 | −8  |
| 16.° | Tennis Borussia Berlín | 0.900 | 9   | 10 | 2  | 3 | 5 | 15 | 20 | −5  |
| 17.° | Germania Halberstadt   | 0.846 | 11  | 13 | 2  | 5 | 6 | 12 | 18 | −6  |
| 18.° | Meuselwitz             | 0.846 | 11  | 13 | 2  | 5 | 6 | 14 | 22 | −8  |
| 19.° | Optik Rathenow         | 0.846 | 11  | 13 | 2  | 5 | 6 | 15 | 25 | −10 |
| 20.° | Bischofswerdaer (D)    | 0.583 | 7   | 12 | 2  | 1 | 9 | 12 | 30 | −18 |

     – Ascenso a la 3. Liga.
     – Descenso a la Oberliga.

### Resultados
| Local \ Visitante      | COT | CHE | CZJ | DYN | BAK | HER | FUR | ALT | AUE | BAB | LIC | VIK | BIS | LEI | HAL | MEU | CHL | RAT | TBB | LUC |
| ---------------------- | --- | --- | --- | --- | --- | --- | --- | --- | --- | --- | --- | --- | --- | --- | --- | --- | --- | --- | --- | --- |
| Energie Cottbus        | —   | —   | —   | 3–2 | 0–3 | —   | 3–1 | —   | —   | —   | 1–2 | 1–2 | —   | —   | 0–2 | —   | —   | —   | —   | 1–1 |
| Chemnitzer             | —   | —   | —   | 0–1 | 4–2 | —   | 3–2 | —   | —   | —   | —   | 1–2 | —   | —   | 1–0 | —   | —   | —   | —   | 3–0 |
| Carl Zeiss Jena        | 1–2 | 2–1 | —   | —   | —   | 3–0 | —   | —   | —   | 1–1 | —   | —   | —   | 1–1 | —   | —   | —   | —   | —   | 2–0 |
| Dinamo de Berlín       | —   | —   | 1–1 | —   | —   | 1–2 | —   | —   | —   | —   | 3–0 | —   | 6–2 | —   | —   | —   | —   | 2–2 | —   | —   |
| Berlín AK 07           | —   | —   | 1–5 | 1–3 | —   | —   | 3–2 | 2–0 | —   | —   | —   | —   | 3–1 | —   | —   | —   | —   | 3–1 | —   | —   |
| Hertha Berlín II       | 0–0 | 1–0 | —   | —   | 2–5 | —   | —   | —   | —   | —   | —   | —   | —   | 3–1 | —   | —   | —   | —   | —   | 1–2 |
| Unión Fürstenwalde     | —   | —   | 3–1 | —   | —   | —   | —   | 1–3 | —   | —   | 2–0 | —   | 2–1 | —   | —   | —   | —   | 5–1 | —   | —   |
| Altglienicke           | —   | —   | 5–2 | —   | —   | —   | —   | —   | 2–1 | 1–1 | —   | —   | —   | 5–0 | —   | 3–1 | —   | —   | 3–2 | —   |
| Auerbach               | 2–5 | 2–1 | —   | —   | —   | —   | —   | —   | —   | —   | —   | —   | —   | —   | 1–1 | 3–2 | 0–2 | —   | 1–1 | —   |
| Babelsberg             | 0–1 | 2–2 | —   | —   | —   | —   | —   | —   | 3–0 | —   | —   | —   | —   | —   | —   | 3–1 | —   | —   | 2–1 | 1–3 |
| Lichtenberg            | —   | —   | —   | —   | —   | 1–1 | —   | 2–4 | 3–2 | 3–0 | —   | —   | —   | 3–2 | —   | 1–1 | 0–0 | —   | —   | —   |
| Viktoria Berlín        | —   | —   | —   | —   | —   | —   | —   | 2–1 | 3–2 | 3–0 | 2–0 | —   | —   | —   | —   | —   | 3–2 | 2–0 | —   | —   |
| Bischofswerdaer        | —   | 0–3 | —   | —   | —   | 1–1 | —   | —   | 2–0 | 1–2 | —   | —   | —   | 0–2 | —   | —   | —   | —   | —   | —   |
| Lokomotive Leipzig     | 1–1 | 1–1 | —   | —   | 2–1 | —   | —   | —   | —   | —   | —   | —   | —   | —   | —   | 1–0 | —   | —   | 4–0 | 3–0 |
| Germania Halberstadt   | —   | —   | —   | —   | —   | —   | —   | 0–2 | —   | 2–2 | 0–0 | 1–2 | 2–3 | —   | —   | —   | 2–1 | 0–3 | —   | —   |
| Meuselwitz             | 2–0 | —   | —   | 1–1 | —   | —   | 0–0 | —   | —   | —   | —   | 0–3 | —   | —   | 1–1 | —   | 1–4 | —   | 2–2 | —   |
| Chemie Leipzig         | —   | 2–0 | 0–2 | 3–1 | 0–0 | 1–1 | —   | —   | —   | —   | —   | —   | 5–1 | —   | —   | —   | —   | —   | —   | 2–0 |
| Optik Rathenow         | —   | —   | 1–3 | —   | —   | 0–0 | —   | —   | 1–4 | 1–1 | —   | —   | 2–0 | 2–2 | —   | 0–2 | —   | —   | —   | —   |
| Tennis Borussia Berlín | —   | —   | —   | —   | —   | —   | 4–2 | —   | —   | —   | 2–0 | 1–2 | —   | —   | 1–1 | —   | 1–3 | —   | —   | —   |
| Luckenwalde            | —   | —   | —   | 2–5 | 1–1 | —   | 1–2 | —   | —   | —   | —   | —   | 2–0 | —   | 1–0 | —   | —   | 1–1 | —   | —   |

## Regionalliga West
Los 21 equipos de Renania del Norte-Westfalia compitieron en la Regionalliga West. Preußen Münster fue relegado de la 3. Liga 2019-20. FC Wegberg-Beeck fue promovido de la Mittelrheinliga 2019-20, SV Straelen fue promovido de la Oberliga Niederrhein 2019-20, además SC Wiedenbrück y Rot Weiss Ahlen fueron promovidos desde la Oberliga Westfalen 2019-20.
Inicialmente, cinco equipos iban a ser relegados. Sin embargo, la Mittelrheinliga, Oberliga Niederrhein y Oberliga Westfalen fueron todas abandonadas, sin que ningún equipo de estas ligas ascendiera. Por lo tanto, solo un equipo fue relegado a la Oberliga.

### Clasificación
| Pos. | Equipo                      | Pts. | PJ | G  | E  | P  | GF | GC | Dif. | Clasificación 2021-22  |
| ---- | --------------------------- | ---- | -- | -- | -- | -- | -- | -- | ---- | ---------------------- |
| 1    | Borussia Dortmund II (C)    | 93   | 40 | 27 | 12 | 1  | 94 | 31 | +63  | Ascenso a la 3. Liga   |
| 2    | Rot-Weiss Essen             | 90   | 40 | 27 | 9  | 4  | 90 | 28 | +62  |                        |
| 3    | Preußen Münster             | 78   | 40 | 23 | 9  | 8  | 70 | 39 | +31  |                        |
| 4    | Fortuna Colonia             | 66   | 40 | 18 | 12 | 10 | 66 | 48 | +18  |                        |
| 5    | Colonia II                  | 61   | 40 | 17 | 10 | 13 | 66 | 55 | +11  |                        |
| 6    | Rödinghausen                | 59   | 40 | 15 | 14 | 11 | 52 | 39 | +13  |                        |
| 7    | Rot-Weiß Oberhausen         | 59   | 40 | 15 | 14 | 11 | 61 | 50 | +11  |                        |
| 8    | Schalke 04 II               | 57   | 40 | 15 | 12 | 13 | 59 | 56 | +3   |                        |
| 9    | Fortuna Düsseldorf II       | 56   | 40 | 15 | 11 | 14 | 67 | 53 | +14  |                        |
| 10   | Wiedenbrück                 | 56   | 40 | 13 | 17 | 10 | 55 | 50 | +5   |                        |
| 11   | Borussia Mönchengladbach II | 55   | 40 | 16 | 7  | 17 | 49 | 55 | −6   |                        |
| 12   | Wuppertaler                 | 54   | 40 | 16 | 6  | 18 | 57 | 62 | −5   |                        |
| 13   | Straelen                    | 47   | 40 | 12 | 11 | 17 | 45 | 61 | −16  |                        |
| 14   | Alemannia Aquisgrán         | 45   | 40 | 11 | 12 | 17 | 35 | 48 | −13  |                        |
| 15   | Sportfreunde Lotte          | 45   | 40 | 10 | 15 | 15 | 47 | 72 | −25  |                        |
| 16   | Lippstadt                   | 40   | 40 | 9  | 13 | 18 | 37 | 63 | −26  |                        |
| 17   | Wegberg-Beeck               | 39   | 40 | 9  | 12 | 19 | 36 | 62 | −26  |                        |
| 18   | Rot Weiss Ahlen             | 38   | 40 | 8  | 14 | 18 | 50 | 69 | −19  |                        |
| 19   | Bonner                      | 38   | 40 | 10 | 8  | 22 | 39 | 66 | −27  |                        |
| 20   | Homberg                     | 35   | 40 | 9  | 8  | 23 | 40 | 75 | −35  |                        |
| 21   | Bergisch Gladbach (D)       | 33   | 40 | 8  | 9  | 23 | 36 | 69 | −33  | Descenso a la Oberliga |

 Fuente: Soccerway.com
Criterios de clasificación: 1) Puntos; 2) Diferencia de goles; 3) Goles marcados

### Resultados
| Local \ Visitante           | AAA | DOR | MON | ESS | OBE | ROD | WUP | PRE | WEG | BER | BON | DUS | HOM | SCH | COL | LOT | SCF | LIP | STR | WIE | RWA |
| --------------------------- | --- | --- | --- | --- | --- | --- | --- | --- | --- | --- | --- | --- | --- | --- | --- | --- | --- | --- | --- | --- | --- |
| Alemannia Aquisgrán         | —   | 0–1 | 2–1 | 1–1 | 2–1 | 0–0 | 0–2 | 1–4 | 1–1 | 3–2 | 3–1 | 0–2 | 2–0 | 0–0 | 0–0 | 0–3 | 0–1 | 0–0 | 2–3 | 0–3 | 0–0 |
| Borussia Dortmund II        | 2–1 | —   | 5–1 | 1–1 | 2–2 | 1–2 | 3–0 | 2–0 | 3–2 | 3–1 | 1–1 | 1–1 | 2–2 | 3–3 | 2–1 | 4–0 | 1–0 | 2–0 | 5–1 | 2–2 | 6–0 |
| Borussia Mönchengladbach II | 1–2 | 1–4 | —   | 0–2 | 1–1 | 2–0 | 5–1 | 1–1 | 3–1 | 2–1 | 2–0 | 2–1 | 0–2 | 0–1 | 1–2 | 3–3 | 0–0 | 0–0 | 2–1 | 0–1 | 1–0 |
| Rot-Weiss Essen             | 2–1 | 1–1 | 4–0 | —   | 3–0 | 2–0 | 6–1 | 1–0 | 3–2 | 4–0 | 2–0 | 2–0 | 4–1 | 5–0 | 3–1 | 5–2 | 2–0 | 5–0 | 4–1 | 1–1 | 3–2 |
| Rot-Weiß Oberhausen         | 3–1 | 0–1 | 2–0 | 1–1 | —   | 2–3 | 3–0 | 2–0 | 5–0 | 1–1 | 2–1 | 1–0 | 0–1 | 0–0 | 3–2 | 3–1 | 1–1 | 2–1 | 1–0 | 3–3 | 1–1 |
| Rödinghausen                | 0–0 | 0–0 | 2–0 | 1–1 | 0–0 | —   | 1–1 | 1–1 | 1–1 | 1–0 | 0–0 | 3–2 | 4–0 | 2–1 | 4–1 | 4–2 | 4–1 | 0–1 | 0–1 | 2–0 | 2–0 |
| Wuppertaler                 | 1–0 | 1–2 | 0–1 | 1–2 | 3–0 | 0–0 | —   | 1–1 | 4–0 | 2–0 | 4–2 | 0–3 | 2–1 | 2–0 | 2–0 | 2–0 | 2–0 | 3–1 | 0–3 | 0–1 | 1–0 |
| Preußen Münster             | 1–0 | 1–1 | 1–2 | 1–0 | 3–1 | 2–0 | 2–0 | —   | 0–0 | 4–0 | 1–1 | 2–1 | 2–1 | 1–1 | 3–2 | 4–1 | 3–1 | 4–0 | 3–1 | 2–1 | 1–0 |
| Wegberg-Beeck               | 2–3 | 0–2 | 0–1 | 0–2 | 2–3 | 0–2 | 2–1 | 2–1 | —   | 0–2 | 0–2 | 2–0 | 1–0 | 0–1 | 0–4 | 2–0 | 1–3 | 0–0 | 1–1 | 2–0 | 2–1 |
| Bergisch Gladbach           | 0–0 | 0–3 | 1–1 | 0–2 | 0–2 | 1–1 | 1–0 | 0–1 | 3–0 | —   | 2–0 | 5–2 | 0–2 | 1–1 | 2–2 | 0–2 | 0–2 | 0–3 | 0–1 | 0–0 | 0–2 |
| Bonner                      | 1–0 | 1–3 | 2–0 | 0–1 | 1–6 | 1–0 | 3–3 | 1–2 | 0–2 | 1–2 | —   | 0–2 | 2–1 | 0–3 | 1–0 | 0–1 | 1–2 | 0–0 | 0–1 | 1–2 | 3–2 |
| Fortuna Düsseldorf II       | 2–0 | 0–1 | 2–1 | 3–0 | 2–2 | 1–1 | 4–2 | 2–4 | 0–0 | 5–2 | 1–1 | —   | 4–0 | 0–1 | 3–2 | 6–0 | 3–2 | 1–1 | 0–2 | 1–1 | 4–1 |
| Homberg                     | 0–2 | 0–0 | 2–2 | 0–4 | 2–2 | 0–2 | 2–1 | 0–1 | 1–1 | 0–1 | 3–1 | 3–1 | —   | 1–2 | 3–1 | 3–1 | 1–3 | 0–2 | 1–1 | 0–3 | 0–3 |
| Schalke 04 II               | 2–2 | 1–5 | 0–1 | 1–1 | 0–1 | 2–0 | 1–2 | 3–2 | 0–0 | 0–2 | 2–1 | 2–0 | 2–0 | —   | 3–0 | 4–1 | 1–1 | 6–2 | 1–2 | 2–1 | 6–1 |
| Colonia II                  | 0–2 | 0–3 | 2–0 | 2–1 | 4–0 | 3–1 | 1–0 | 1–0 | 1–0 | 2–1 | 1–1 | 0–0 | 5–2 | 5–2 | —   | 2–0 | 1–2 | 2–1 | 2–0 | 1–1 | 1–1 |
| Sportfreunde Lotte          | 1–0 | 0–2 | 3–2 | 0–2 | 1–0 | 1–1 | 1–0 | 1–1 | 3–1 | 2–2 | 2–2 | 1–1 | 0–2 | 0–0 | 2–2 | —   | 1–0 | 2–2 | 0–0 | 2–2 | 1–1 |
| Fortuna Colonia             | 2–2 | 1–2 | 0–1 | 1–1 | 1–0 | 3–2 | 3–2 | 2–0 | 2–2 | 3–0 | 4–1 | 2–0 | 0–0 | 4–1 | 1–1 | 2–2 | —   | 1–0 | 3–0 | 0–2 | 1–1 |
| Lippstadt                   | 2–0 | 0–4 | 1–0 | 0–3 | 1–1 | 1–0 | 2–2 | 0–4 | 1–2 | 1–0 | 0–1 | 1–3 | 3–1 | 2–0 | 1–1 | 1–2 | 2–2 | —   | 1–1 | 0–1 | 1–3 |
| Straelen                    | 0–0 | 1–3 | 1–2 | 0–2 | 1–1 | 2–2 | 2–2 | 1–2 | 0–0 | 3–1 | 0–1 | 1–1 | 3–1 | 2–0 | 0–3 | 2–1 | 0–2 | 3–1 | —   | 0–4 | 1–1 |
| Wiedenbrück                 | 0–1 | 1–4 | 0–4 | 0–0 | 2–1 | 0–2 | 3–5 | 1–1 | 0–0 | 4–1 | 2–1 | 0–2 | 0–0 | 2–2 | 1–1 | 0–0 | 4–4 | 0–0 | 2–0 | —   | 0–0 |
| Rot Weiss Ahlen             | 0–1 | 1–1 | 1–2 | 2–1 | 1–1 | 2–1 | 0–1 | 2–3 | 2–2 | 1–1 | 1–2 | 1–1 | 5–1 | 1–1 | 2–4 | 2–1 | 0–3 | 1–1 | 3–2 | 2–4 | —   |

## Regionalliga Südwest
Los 22 equipos de Baden-Württemberg, Hesse, Renania-Palatinado y Sarre compitieron en la novena temporada de la Regionalliga Südwest. Sonnenhof Großaspach fue relegado de la 3. Liga 2019-20. Schott Maguncia fue promovido desde la Oberliga Rheinland-Pfalz/Saar 2019-20, Stuttgart II fue promovido desde la Oberliga Baden-Württemberg 2019-20, además Eintracht Stadtallendorf y Hessen Kassel fueron promovidos desde la Hessenliga 2019-20.
Inicialmente, seis equipos iban a descender. Sin embargo, la Oberliga Rheinland-Pfalz/Saar, Oberliga Baden-Württemberg y Hessenliga fueron todas canceladas, sin que ningún equipo de estas ligas ascendiera. Por lo tanto, solo dos equipos descendieron.

### Clasificación
| Pos. | Equipo                       | Pts. | PJ | G  | E  | P  | GF | GC  | Dif. | Clasificación 2021-22  |
| ---- | ---------------------------- | ---- | -- | -- | -- | -- | -- | --- | ---- | ---------------------- |
| 1    | Friburgo II (C)              | 93   | 42 | 28 | 9  | 5  | 95 | 38  | +57  | Ascenso a la 3. Liga   |
| 2    | Elversberg                   | 88   | 42 | 25 | 13 | 4  | 98 | 42  | +56  |                        |
| 3    | Kickers Offenbach            | 87   | 42 | 25 | 12 | 5  | 80 | 32  | +48  |                        |
| 4    | Ulm                          | 79   | 42 | 23 | 10 | 9  | 75 | 40  | +35  |                        |
| 5    | Steinbach                    | 74   | 42 | 21 | 11 | 10 | 84 | 47  | +37  |                        |
| 6    | FSV Fráncfort                | 70   | 42 | 20 | 10 | 12 | 58 | 48  | +10  |                        |
| 7    | Homburgo                     | 68   | 42 | 18 | 14 | 10 | 73 | 53  | +20  |                        |
| 8    | Stuttgart II                 | 65   | 42 | 19 | 8  | 15 | 82 | 55  | +27  |                        |
| 9    | Bahlinger                    | 61   | 42 | 17 | 10 | 15 | 66 | 75  | −9   |                        |
| 10   | Rot-Weiß Coblenza            | 56   | 42 | 15 | 11 | 16 | 57 | 61  | −4   |                        |
| 11   | Gießen                       | 53   | 42 | 13 | 14 | 15 | 52 | 51  | +1   |                        |
| 12   | Hessen Kassel                | 53   | 42 | 13 | 14 | 15 | 57 | 71  | −14  |                        |
| 13   | Aalen                        | 52   | 42 | 13 | 13 | 16 | 49 | 60  | −11  |                        |
| 14   | Pirmasens                    | 52   | 42 | 13 | 13 | 16 | 44 | 58  | −14  |                        |
| 15   | Balingen                     | 51   | 42 | 14 | 9  | 19 | 51 | 60  | −9   |                        |
| 16   | Hoffenheim II                | 50   | 42 | 13 | 11 | 18 | 59 | 76  | −17  |                        |
| 17   | Maguncia 05 II               | 49   | 42 | 13 | 10 | 19 | 58 | 73  | −15  |                        |
| 18   | Astoria Walldorf             | 47   | 42 | 14 | 5  | 23 | 64 | 79  | −15  |                        |
| 19   | Sonnenhof Großaspach         | 43   | 42 | 11 | 10 | 21 | 52 | 75  | −23  |                        |
| 20   | Schott Maguncia              | 38   | 42 | 11 | 5  | 26 | 55 | 104 | −49  |                        |
| 21   | Bayern Alzenau (D)           | 25   | 42 | 5  | 10 | 27 | 48 | 94  | −46  | Descenso a la Oberliga |
| 22   | Eintracht Stadtallendorf (D) | 17   | 42 | 3  | 8  | 31 | 40 | 104 | −64  | Descenso a la Oberliga |

 Fuente: Soccerway.com
Criterios de clasificación: 1) Puntos; 2) Diferencia de goles; 3) Goles marcados

### Resultados
| Local \ Visitante        | HOM | GRO | MAZ | OFF | ULM | BSC | PIR | STE | BAL | SCO | BAY | FRA | GIE | ELV | AEL | FRE | STA | RWK | AST | HOF | KAS | STU |
| ------------------------ | --- | --- | --- | --- | --- | --- | --- | --- | --- | --- | --- | --- | --- | --- | --- | --- | --- | --- | --- | --- | --- | --- |
| Homburgo                 | —   | 2–1 | 2–2 | 1–2 | 4–4 | 0–1 | 2–3 | 3–1 | 1–0 | 2–1 | 3–0 | 2–2 | 1–1 | 1–2 | 6–1 | 1–3 | 3–1 | 2–1 | 3–1 | 1–1 | 1–2 | 3–0 |
| Sonnenhof Großaspach     | 1–1 | —   | 0–0 | 0–2 | 3–1 | 1–3 | 7–1 | 0–4 | 2–2 | 1–4 | 2–2 | 0–2 | 1–1 | 1–2 | 3–2 | 0–5 | 3–2 | 0–2 | 2–1 | 3–3 | 2–3 | 0–3 |
| Maguncia 05 II           | 1–1 | 0–1 | —   | 1–1 | 1–1 | 3–0 | 1–2 | 1–1 | 2–1 | 3–1 | 2–1 | 1–3 | 2–1 | 1–5 | 3–1 | 2–6 | 2–0 | 1–1 | 0–2 | 0–1 | 2–1 | 1–0 |
| Kickers Offenbach        | 3–2 | 3–1 | 1–0 | —   | 1–0 | 0–0 | 1–0 | 1–1 | 1–0 | 4–0 | 3–0 | 0–0 | 1–0 | 0–0 | 0–2 | 1–1 | 4–0 | 4–2 | 6–1 | 3–0 | 5–1 | 1–1 |
| Ulm                      | 0–2 | 1–1 | 3–1 | 1–0 | —   | 5–1 | 4–0 | 2–1 | 3–0 | 1–1 | 0–0 | 3–1 | 2–3 | 2–0 | 0–2 | 2–0 | 2–2 | 1–1 | 1–0 | 4–1 | 1–2 | 2–0 |
| Bahlinger                | 1–2 | 1–0 | 2–1 | 1–6 | 0–1 | —   | 0–2 | 1–4 | 2–0 | 4–3 | 2–1 | 0–0 | 3–1 | 2–2 | 0–0 | 3–2 | 1–0 | 2–1 | 2–2 | 1–0 | 5–4 | 1–0 |
| Pirmasens                | 1–1 | 1–0 | 2–0 | 0–2 | 0–2 | 2–2 | —   | 1–4 | 0–0 | 3–0 | 1–1 | 0–1 | 1–2 | 1–2 | 2–0 | 0–4 | 2–0 | 1–1 | 0–2 | 0–2 | 3–2 | 0–0 |
| Steinbach                | 2–1 | 4–0 | 2–0 | 4–0 | 1–1 | 2–0 | 1–1 | —   | 1–1 | 4–0 | 4–0 | 3–3 | 4–0 | 1–2 | 3–3 | 2–4 | 2–1 | 2–1 | 5–1 | 2–0 | 1–1 | 1–0 |
| Balingen                 | 1–0 | 1–1 | 2–5 | 1–0 | 0–4 | 1–0 | 0–0 | 0–1 | —   | 4–0 | 2–1 | 0–1 | 1–1 | 1–1 | 4–1 | 0–1 | 0–4 | 3–1 | 0–1 | 0–1 | 2–0 | 1–3 |
| Schott Maguncia          | 3–0 | 0–3 | 3–0 | 2–4 | 1–3 | 3–1 | 1–1 | 1–3 | 2–1 | —   | 1–1 | 0–1 | 0–2 | 0–6 | 1–1 | 0–2 | 4–2 | 4–2 | 3–1 | 2–2 | 1–0 | 2–4 |
| Bayern Alzenau           | 2–2 | 1–0 | 3–1 | 1–3 | 0–4 | 2–3 | 2–5 | 1–3 | 2–3 | 0–3 | —   | 1–2 | 1–1 | 0–3 | 0–1 | 1–3 | 1–1 | 2–3 | 0–2 | 1–4 | 0–1 | 1–4 |
| FSV Fráncfort            | 0–0 | 1–0 | 2–1 | 0–0 | 1–3 | 4–2 | 3–0 | 1–1 | 0–2 | 3–0 | 2–1 | —   | 1–0 | 1–5 | 0–2 | 2–2 | 1–0 | 1–2 | 2–0 | 5–2 | 3–1 | 0–2 |
| Gießen                   | 1–2 | 1–1 | 1–1 | 0–2 | 1–2 | 1–1 | 1–0 | 2–1 | 3–0 | 5–0 | 1–0 | 0–1 | —   | 0–2 | 0–0 | 1–2 | 1–1 | 3–2 | 3–0 | 1–2 | 3–1 | 1–1 |
| Elversberg               | 1–1 | 4–0 | 1–1 | 3–0 | 0–2 | 4–3 | 0–1 | 2–2 | 1–0 | 5–0 | 3–3 | 2–2 | 1–0 | —   | 2–1 | 1–1 | 4–1 | 4–2 | 4–1 | 4–2 | 1–1 | 4–0 |
| Aalen                    | 1–1 | 0–0 | 1–2 | 0–2 | 0–1 | 1–1 | 1–1 | 1–0 | 0–2 | 3–1 | 1–2 | 1–2 | 1–0 | 2–2 | —   | 1–3 | 2–1 | 1–1 | 2–1 | 3–1 | 1–1 | 1–0 |
| Friburgo II              | 0–1 | 3–0 | 3–1 | 2–2 | 3–0 | 4–3 | 1–0 | 1–0 | 1–2 | 4–1 | 0–1 | 1–0 | 3–0 | 1–1 | 4–0 | —   | 5–1 | 2–0 | 3–1 | 2–0 | 1–1 | 3–1 |
| Eintracht Stadtallendorf | 1–2 | 0–2 | 3–2 | 1–4 | 0–3 | 2–2 | 0–0 | 0–1 | 0–3 | 1–2 | 3–3 | 0–1 | 1–3 | 1–2 | 1–0 | 1–1 | —   | 0–2 | 0–6 | 1–2 | 3–3 | 1–5 |
| Rot-Weiß Coblenza        | 0–4 | 3–0 | 2–2 | 0–0 | 0–0 | 1–0 | 0–2 | 3–1 | 3–2 | 1–0 | 0–2 | 1–0 | 1–1 | 1–1 | 0–1 | 1–3 | 2–0 | —   | 3–2 | 2–2 | 3–0 | 1–0 |
| Astoria Walldorf         | 2–3 | 2–1 | 4–2 | 0–0 | 0–0 | 0–2 | 0–2 | 1–2 | 3–1 | 3–1 | 2–2 | 3–1 | 1–2 | 1–4 | 1–0 | 2–2 | 4–1 | 2–0 | —   | 3–4 | 1–2 | 0–1 |
| Hoffenheim II            | 0–0 | 1–4 | 1–2 | 0–1 | 2–1 | 0–4 | 1–1 | 1–1 | 2–2 | 3–1 | 4–2 | 1–0 | 2–2 | 0–2 | 2–4 | 0–1 | 2–0 | 0–2 | 3–0 | —   | 1–1 | 0–3 |
| Hessen Kassel            | 0–1 | 0–2 | 2–1 | 0–4 | 3–1 | 1–1 | 1–1 | 2–1 | 2–2 | 2–1 | 3–0 | 2–1 | 1–1 | 0–2 | 1–1 | 0–0 | 3–1 | 1–1 | 1–3 | 2–2 | —   | 0–4 |
| Stuttgart II             | 2–2 | 0–2 | 2–3 | 2–2 | 0–1 | 6–2 | 3–1 | 2–0 | 2–3 | 8–1 | 3–2 | 1–1 | 1–1 | 2–1 | 2–2 | 1–2 | 7–1 | 2–1 | 3–1 | 2–1 | 0–2 | —   |

## Regionalliga Bayern
La Asociación Bávara de Fútbol canceló la temporada 2020-21, que habría sido la novena para la Regionalliga Bayern, y se inscribió a Türkgücü Múnich en la 3. Liga 2020-21. La temporada 2019-20 en curso tuvo que reanudarse sin Türkgücü en septiembre de 2020 y concluir a mediados de 2021. Después del final de la temporada, los cuatro mejores equipos que hayan solicitado la admisión a la 3. Liga jugaron play-offs para determinar un ganador que participó en la ronda de promoción a la 3. Liga 2021-22.
El receso de invierno se fijó para el período comprendido entre el 16 de noviembre de 2020 y el 19 de marzo de 2021, al final de la temporada debería haber un descenso permanente y dos participantes en los play-offs de descenso. Antes de la reanudación, también se confirmó la puesta en escena de una Copa de la Liga Bávara, que se inició el 5 de septiembre de 2020 y finalizó el 13 de abril de 2021. El ganador jugó en la DFB-Pokal 2020-21 junto con el participante determinado en la primavera de 2021.
Después de que todas las demás ligas tuvieron que cancelar o incluso cancelar sus temporadas, con la excepción de las ligas regionales Südwest y West, la BFV inició un proceso de toma de decisiones por parte de los clubes a principios de mayo. Debían decidir entre el 14 y el 18 de mayo de 2021 si se aplica el reglamento del torneo, que contemplaba una clasificación con ascensos y descensos bajo la regulación de cocientes. Alternativamente, podrían optar por un modelo diferente, según el cual no habían descensos. La elección, en la que participó el 80,46% de los que tenían derecho a voto, mostró que el 71,14% estaba a favor de un acuerdo de promedios con ascensos y descensos directos, por lo que solo el VfR Garching descendió. Los play-offs de promoción, por otro lado, no se vieron afectados por la cancelación. El 18 de mayo de 2021, la junta directiva de la BFV anunció que seguiría la votación de los clubes.

### Clasificación
Todos los juegos que involucran a Türkgücü Múnich fueron cancelados después de que ascendieron.
| Pos. | Equipo                 | Pts. | PJ | G  | E | P  | GF | GC | Dif. |
| ---- | ---------------------- | ---- | -- | -- | - | -- | -- | -- | ---- |
| 1    | Viktoria Aschaffenburg | 50   | 25 | 15 | 5 | 5  | 51 | 27 | +24  |
| 2    | Núremberg II           | 49   | 25 | 14 | 7 | 4  | 61 | 32 | +29  |
| 3    | Bayreuth               | 49   | 25 | 14 | 7 | 4  | 53 | 28 | +25  |
| 4    | Schweinfurt 05         | 44   | 23 | 14 | 2 | 7  | 48 | 29 | +19  |
| 5    | Aubstadt               | 39   | 25 | 11 | 6 | 8  | 43 | 41 | +2   |
| 6    | Eichstätt              | 37   | 26 | 10 | 7 | 9  | 46 | 32 | +14  |
| 7    | Greuther Fürth II      | 36   | 26 | 10 | 6 | 10 | 31 | 33 | −2   |
| 8    | Buchbach               | 35   | 25 | 9  | 8 | 8  | 32 | 29 | +3   |
| 9    | Augsburgo II           | 34   | 25 | 9  | 7 | 9  | 44 | 35 | +9   |
| 10   | Wacker Burghausen      | 33   | 25 | 9  | 6 | 10 | 36 | 35 | +1   |
| 11   | Schalding-Heining      | 32   | 24 | 9  | 5 | 10 | 34 | 45 | −11  |
| 12   | Illertissen            | 31   | 25 | 9  | 4 | 12 | 37 | 51 | −14  |
| 13   | Rain am Lech           | 30   | 25 | 9  | 3 | 13 | 26 | 41 | −15  |
| 14   | Heimstetten            | 26   | 25 | 8  | 2 | 15 | 44 | 54 | −10  |
| 15   | 1860 Rosenheim         | 21   | 25 | 6  | 3 | 16 | 30 | 61 | −31  |
| 16   | Memmingen              | 20   | 22 | 4  | 8 | 10 | 18 | 30 | −12  |
| 17   | Garching               | 13   | 20 | 3  | 4 | 13 | 21 | 52 | −31  |

 Fuente: Soccerway.com
Criterios de clasificación: 1) Puntos; 2) Diferencia de goles; 3) Goles marcados
Notas:
1. ↑  Núremberg II no aplicó a la licencia para la 3. Liga.

### Tabla de cocientes
| Pos  | Equipo                 | Prom. | Pts | PJ | G  | E | P  | GF | GC | Dif |
| ---- | ---------------------- | ----- | --- | -- | -- | - | -- | -- | -- | --- |
| 1.°  | Viktoria Aschaffenburg | 2.000 | 50  | 25 | 15 | 5 | 5  | 51 | 27 | +24 |
| 2.°  | Bayreuth               | 1.960 | 49  | 25 | 14 | 7 | 4  | 53 | 28 | +25 |
| 3.°  | Núremberg II           | 1.960 | 49  | 25 | 14 | 7 | 4  | 61 | 32 | +29 |
| 4.°  | Schweinfurt 05         | 1.913 | 44  | 23 | 14 | 2 | 7  | 48 | 29 | +19 |
| 5.°  | Aubstadt               | 1.560 | 39  | 25 | 11 | 6 | 8  | 43 | 41 | +2  |
| 6.°  | Eichstätt              | 1.423 | 37  | 26 | 10 | 7 | 9  | 46 | 32 | +14 |
| 7.°  | Buchbach               | 1.400 | 35  | 25 | 9  | 8 | 8  | 32 | 29 | +3  |
| 8.°  | Greuther Fürth II      | 1.385 | 36  | 26 | 10 | 6 | 10 | 31 | 33 | −2  |
| 9.°  | Augsburgo II           | 1.360 | 34  | 25 | 9  | 7 | 9  | 44 | 35 | +9  |
| 10.° | Schalding-Heining      | 1.333 | 32  | 24 | 9  | 5 | 10 | 34 | 45 | −11 |
| 11.° | Wacker Burghausen      | 1.320 | 33  | 25 | 9  | 6 | 10 | 36 | 35 | +1  |
| 12.° | Illertissen            | 1.240 | 31  | 25 | 9  | 4 | 12 | 37 | 51 | −14 |
| 13.° | Rain am Lech           | 1.200 | 30  | 25 | 9  | 3 | 13 | 26 | 41 | −15 |
| 14.° | Heimstetten            | 1.040 | 26  | 25 | 8  | 2 | 15 | 44 | 54 | −10 |
| 15.° | Memmingen              | 0.909 | 20  | 22 | 4  | 8 | 10 | 18 | 30 | −12 |
| 16.° | 1860 Rosenheim         | 0.840 | 21  | 25 | 6  | 3 | 16 | 30 | 61 | −31 |
| 17.° | Garching               | 0.650 | 13  | 20 | 3  | 4 | 13 | 21 | 52 | −31 |

Criterios de clasificación: 1) Promedio; 2) Puntos en partidos directos; 3) Diferencia de gol en partidos directos; 4) Goles anotados en partidos directos; 5) Goles de visitante en partidos directos; 6) Diferencia de gol; 7) Goles anotados; 8) Partidos ganados; 9) Sorteo.
     – Accede a los play-offs de ascenso.
     – Descenso a la Oberliga.

### Resultados
| Local \ Visitante      | NUR | SHE | GAR | AUB | BUR | EIC | ASC | HEI | AUG | BAY | BUC | FUR | ILL | MEM | RAL | ROS | SCH |
| ---------------------- | --- | --- | --- | --- | --- | --- | --- | --- | --- | --- | --- | --- | --- | --- | --- | --- | --- |
| Núremberg II           | —   | —   | 6–0 | 6–3 | —   | 1–1 | 3–3 | 3–1 | 4–2 | 1–1 | 2–1 | 5–1 | 4–1 | 1–0 | 1–2 | 1–3 | —   |
| Schweinfurt 05         | 0–2 | —   | —   | 2–1 | 3–1 | —   | 1–0 | 3–2 | 1–0 | —   | —   | 1–0 | —   | 2–0 | 6–0 | 4–3 | —   |
| Garching               | 1–3 | 1–4 | —   | 1–5 | 0–2 | 0–2 | —   | —   | 0–2 | 1–1 | —   | 0–0 | —   | —   | —   | —   | 2–2 |
| Aubstadt               | 1–1 | 2–2 | —   | —   | —   | —   | 4–1 | 2–0 | 2–1 | —   | 1–0 | 2–0 | 3–0 | 1–1 | 2–1 | 2–0 | 2–3 |
| Wacker Burghausen      | 2–0 | 0–3 | 5–1 | 0–2 | —   | —   | 0–0 | 3–0 | 3–2 | —   | 1–1 | —   | —   | 1–2 | 0–1 | 0–1 | 0–0 |
| Eichstätt              | 2–4 | 3–2 | 5–0 | 2–2 | 2–1 | —   | 1–2 | 5–2 | 2–1 | 0–1 | 2–0 | —   | 1–1 | 1–0 | —   | 1–1 | 7–0 |
| Viktoria Aschaffenburg | —   | 2–0 | 2–0 | 4–0 | 1–2 | 3–2 | —   | 2–2 | —   | 4–0 | 4–0 | 0–2 | 3–0 | —   | 2–0 | —   | 2–1 |
| Heimstetten            | —   | 2–1 | 3–4 | 3–1 | 2–2 | 2–0 | 1–2 | —   | —   | 0–3 | 1–0 | 1–3 | 1–4 | —   | 3–0 | 5–2 | 1–3 |
| Augsburgo II           | 0–0 | —   | —   | 4–0 | 2–3 | 0–0 | 2–3 | 2–3 | —   | 0–3 | 2–2 | 2–2 | 3–3 | 3–0 | 2–1 | 1–0 | —   |
| Bayreuth               | 2–0 | 3–1 | 1–3 | 2–2 | 0–0 | 2–1 | 1–1 | —   | 1–1 | —   | 1–1 | —   | 7–2 | 4–0 | —   | 3–0 | 6–1 |
| Buchbach               | 2–2 | 3–2 | 1–1 | 2–1 | 0–1 | 2–2 | —   | —   | 1–3 | 3–1 | —   | 5–0 | 2–0 | —   | 0–1 | 2–0 | 1–0 |
| Greuther Fürth II      | —   | 0–0 | 2–1 | —   | 2–2 | 2–0 | 1–1 | 2–0 | 0–2 | 2–0 | 0–1 | —   | 1–3 | 1–1 | 1–2 | —   | 4–1 |
| Illertissen            | 0–3 | 0–3 | 3–1 | 1–2 | 2–0 | 2–1 | —   | —   | 1–3 | 1–4 | 0–1 | 2–1 | —   | 2–0 | —   | 5–3 | 2–1 |
| Memmingen              | 1–1 | —   | —   | 0–0 | —   | 1–0 | 1–3 | 2–1 | —   | 2–3 | 1–1 | 0–1 | 1–1 | —   | 1–1 | —   | —   |
| Rain am Lech           | —   | 3–1 | 1–3 | —   | 4–2 | 0–3 | 0–1 | 2–1 | —   | 1–2 | 0–0 | 0–1 | 1–1 | 1–0 | —   | 3–2 | 1–3 |
| 1860 Rosenheim         | 2–4 | 0–4 | 2–1 | —   | 4–2 | —   | 0–3 | 1–6 | 0–4 | 0–1 | —   | 0–2 | 1–0 | 1–1 | 1–0 | —   | 3–3 |
| Schalding-Heining      | 0–3 | 1–2 | —   | 4–0 | 0–3 | 0–0 | 3–2 | 2–1 | 0–0 | —   | —   | 1–0 | —   | 0–3 | 2–0 | 3–0 | —   |

### Ronda de play-offs por el ascenso
Originalmente, se suponía que los cuatro mejores equipos elegibles jugarían un torneo eliminatorio al mejor de cinco para determinar el participante en los play-offs de promoción contra los campeones de la Regionalliga Nord 2020-21. Sin embargo, el 28 de abril de 2021 se decidió que los tres mejores equipos elegibles: Schweinfurt 05, Viktoria Aschaffenburg y Bayreuth jugaron en un grupo de ida y vuelta doble para determinar el participante de la eliminatoria de promoción.

#### Clasificación
| Pos. | Equipo                 | Pts. | PJ | G | E | P | GF | GC | Dif. | Clasificación                      |
| ---- | ---------------------- | ---- | -- | - | - | - | -- | -- | ---- | ---------------------------------- |
| 1    | Schweinfurt 05 (C)     | 10   | 4  | 3 | 1 | 0 | 9  | 2  | +7   | Accede a los play-offs de ascenso. |
| 2    | Viktoria Aschaffenburg | 4    | 4  | 1 | 1 | 2 | 8  | 7  | +1   |                                    |
| 3    | Bayreuth               | 3    | 4  | 1 | 0 | 3 | 5  | 13 | −8   |                                    |

 Fuente: Soccerway.com
Criterios de clasificación: 1) Puntos; 2) Diferencia de goles; 3) Goles marcados

#### Resultados
| Local \ Visitante      | S05 | VAC | BYR |
| ---------------------- | --- | --- | --- |
| Schweinfurt 05         | —   | 1–1 | 2–1 |
| Viktoria Aschaffenburg | 0–2 | —   | 7–0 |
| Bayreuth               | 0–4 | 4–0 | —   |

## Play-off de ascenso
Los campeones de las dos ligas regionales establecidas con anterioridad participaron en el play-off de ascenso a la 3. Liga. El ganador del juego de promoción consiguió el ascenso para la tercera división de la siguiente temporada. 
Los siguientes equipos calificaron atléticamente para los juegos de ascenso:
- Representante de la Regionalliga Nord:  TSV Havelse
- Ganador de la ronda de play-off de la Regionalliga Bayern:  1. FC Schweinfurt 05

Las fechas de los partidos se anunciaron el 23 de abril de 2021. El 8 de mayo de 2021 se celebró un sorteo para determinar el orden de los partidos. El partido de ida se celebró el 12 de junio y el de vuelta el 19 de junio de 2021. 
| Equipo 1       | Agr. | Equipo 2 | Ida | Vuelta |
| -------------- | ---- | -------- | --- | ------ |
| Schweinfurt 05 | 0–2  | Havelse  | 0–1 | 0–1    |

### Partidos
Los horarios corresponden al Horario de verano europeo (UTC+2).
- Havelse ganó en el resultado global con un marcador de 2–0, por tanto logró el ascenso a la 3. Liga para la siguiente temporada.